# Emily Bett Rickards
Pour les articles homonymes, voir Bett et Rickards.
Emily Bett Rickards, née le 24 juillet 1991 à Vancouver au Canada, est une actrice canadienne. 
Depuis 2012, elle est principalement connue pour le rôle de Felicity Smoak Queen / Overwatch dans la série Arrow ainsi que dans les séries dérivées Flash, Legends of Tomorrow et Supergirl.

## Biographie

### Enfance et formation
Emily Bett Rickards est née et a grandi en Colombie-Britannique, sa mère est la Dr Diane Greig, une psychothérapeute.  
Elle a grandi en se passionnant pour le métier d’actrice. Après une initiation au théâtre musical et à la danse, elle termine ses études en obtenant son diplôme et entre à la Vancouver Film School (complétant le programme essentiel du métier d’acteur). À la fin de cette formation, elle espère être appelée pour une audition. Pour continuer ses études, elle s’inscrit à la Alida Vocal Studio à Vancouver.   
Au cours de sa carrière, elle a pu créer des liens avec de nombreux acteurs rencontrés comme Stephen Amell (Oliver Queen / Green Arrow), Colton Haynes (Roy Harper / Arsenal) et sa meilleure amie, Lindsey Morgan (une actrice phare de la série Les 100). 

## Carrière
En 2009, elle fait sa première apparition professionnelle dans le clip de la chanson "Never Gonna Be Alone" de Nickelback.
Au début de 2012, elle a tourné un rôle mineur dans le film Random Acts of Romance, avec Amanda Tapping.

### Arrowverse

Logo de la série Arrow.

En 2012, Emily Bett Rickards décroche le rôle de Felicity Smoak dans la série Arrow, lors de son premier casting pour la télévision, basée sur le personnage de Green Arrow de DC Comics. Initialement engagée pour un seul épisode, l’alchimie créée avec le personnage principal, Stephen Amell, et la réaction positive du public lui permet de signer un contrat pour un rôle récurrent dans le reste de la première saison, puis un rôle principal dès la deuxième saison,,. Le producteur d’Arrow, Marc Guggenheim, déclare « Nous avons eu la chance d’avoir auditionné Emily Rickards, qui a juste éclairé l’écran ».  
Tout au long de ses apparitions, Emily Bett Rickards reçoit du public des éloges sur ses performances et l’importance de son rôle dans la série à succès. Par conséquent, elle est de nombreuses fois nommées aux Teen Choice Awards et Leo Awards. En 2016, son personnage est placé à la quinzième place dans la liste des cinquante personnages féminins préférés faite par The Hollywood Reporter.  

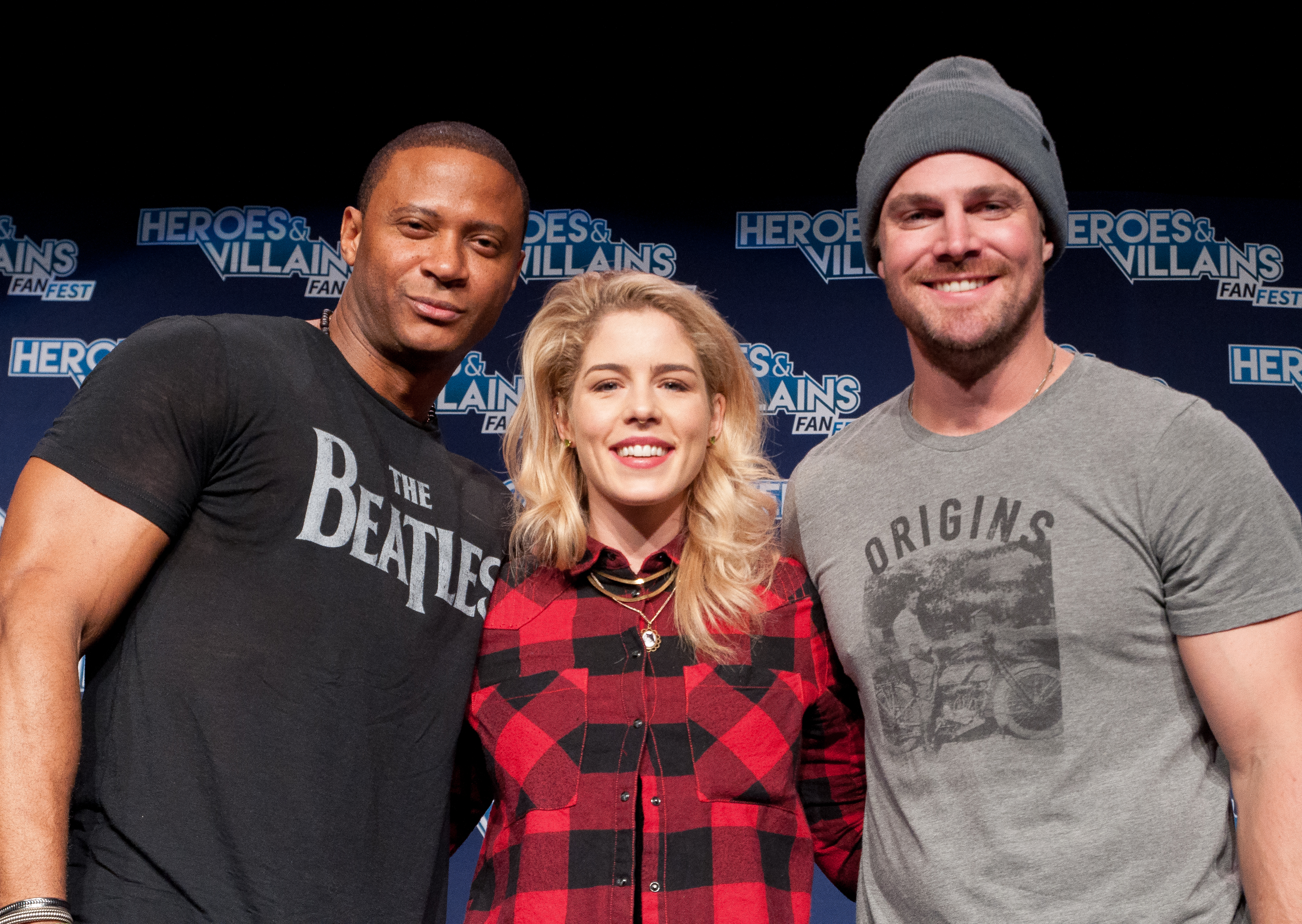
Emily Bett Rickards avec ses co-stars David Ramsey et Stephen Amell en 2017.

Emily Bett Rickards représente également son personnage dans les autres séries affiliées, The Flash, Legends of Tomorrow, Supergirl et prête sa voix dans Vixen, une émission animée. 

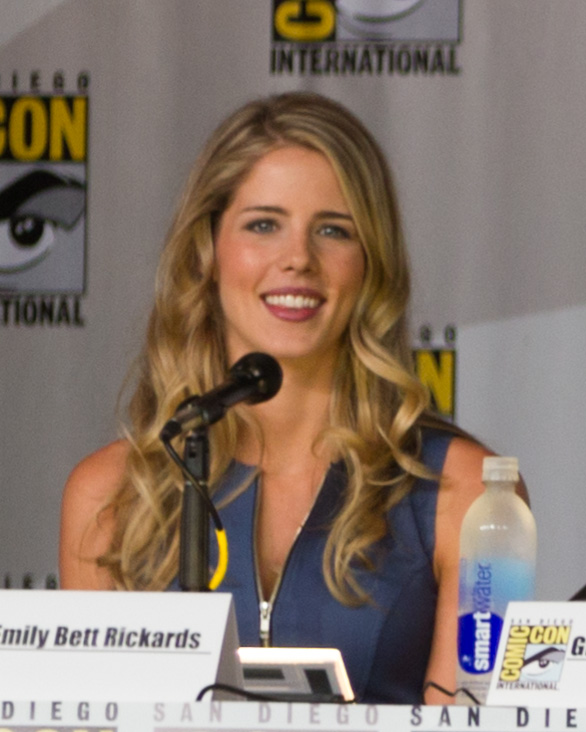
L'actrice au Comic Con de San Diego en 2013.

En mars 2019, elle annonce qu’elle ne participera pas à la huitième et dernière saison d’Arrow mais reviendra pour l'épisode final de la série.

### Carrière cinématographique

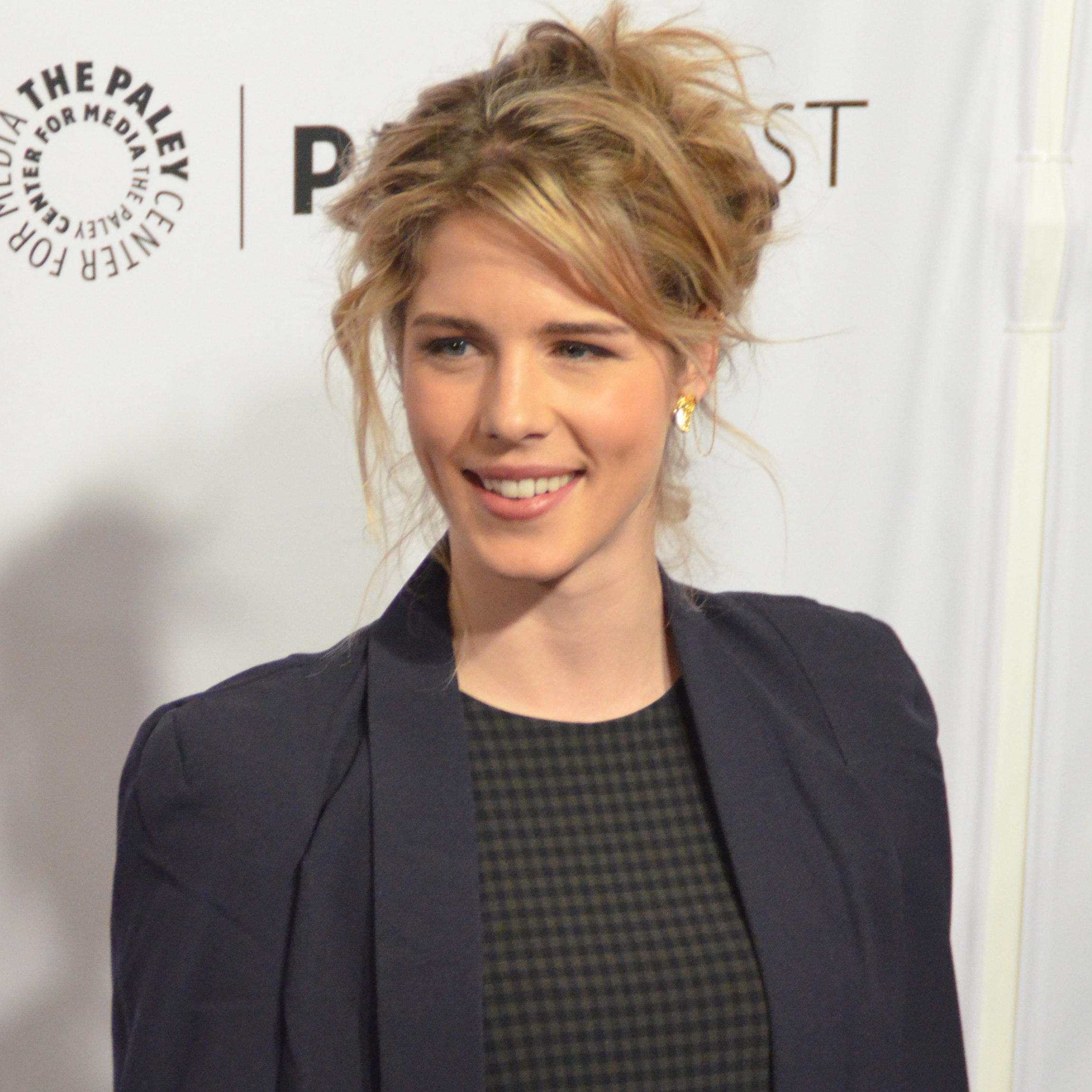
L'actrice au Paleyfest en 2015.

En 2015, elle apparaît dans le film Brooklyn aux côtés de Saoirse Ronan et Domhnall Gleeson, nommé aux Oscars. 
En 2016, elle a obtenu un rôle dans le premier long métrage d'Aisha Tyler, Axis (en) aux côtés de Jean-Luc Bilodeau, Thomas Gibson, Adam Rodríguez et Kirsten Vangsness.
En 2018, elle obtient un rôle dans le futur film The Clinic aux côtés de Meaghan Rath, Richard Harmon et de Darby Stanchfield.
En mai 2019, elle a rejoint le casting du film indépendant We Need to Talk, avec James Maslow.

## Philanthropie
En 2016, elle a lancé une campagne de tee-shirts en soutien à l'American Autoimmune Related Diseases Association (AARDA) pour la maladie auto-immune par le biais du site de financement participatif Represent.com, tous les bénéfices étant reversés à l'association caritative.
Au cours de la quatrième saison d'Arrow, le personnage d'Emily Bett Rickards, Felicity Smoak, est paralysé de la taille aux pieds à la suite d'un incident de tir, et retrouve plus tard l'utilisation de ses jambes grâce à un prototype de micropuce, dans l'épisode 15. Elle a filmé une annonce de service public en collaboration avec la Fondation Christopher et Dana Reeve plaidant pour des avancées dans le traitement des blessures à la colonne vertébrale, diffusée à la date de diffusion de l'épisode.  La Fondation, porte le nom de l'acteur Christopher Reeve, qui a joué Superman dans quatre films au cours des années 70 et 80 victime d'un accident à cheval qui l'a laissé paralysé.

## Théâtre
- 2018 : Reborning, mise en scène de Lori Triolo, Annex Theatre, Vancouver : Kelly[9]

## Filmographie

### Cinéma

#### Longs métrages
- 2012 : Flicka: Country Pride (en) de Michael Damian : Mary Malone
- 2012 : Random Acts of Romance de Katrin Bowen : une jeune femme
- 2014 : Rodéo Princess 2 : L'été de Dakota (Dakota's Summers) : Kristin Rose
- 2015 : Brooklyn de John Crowley : Patty
- 2018 : Funny Story (en) de Michael J. Gallagher : Kim
- 2018 : The Clinic de Darell Wheat : Stevens
- 2020 : We Need to Talk de Todd Wolfe : Amber
- 2020 : RAGs de Miles Forster : Tina Nightly
- 2024 : Le Dernier Jaguar de Gilles de Maistre : Anja
- 2024 : Calamity Jane de Terry Miles : Calamity Jane
- 2025 : Queen of the Ring de Ash Avildsen : Mildred Burke

#### Courts métrages
- 2012 : Bacon and Eggs de Ryan Bruce et Theo Kim : Dite
- 2015 : Normal Doors de James Sweeney : Meg
- 2016 : Sidesick de Jeff Cassidy : Emma / La princesse
- 2016 : Superhero Fight Club 2.0 : Felicity Smoak

### Télévision

#### Séries télévisées
- 2012-2020 : Arrow : Felicity Smoak Queen / Overwatch (rôle principal - 155 épisodes)
- 2013 : Soldiers of the Apocalypse (web-série) : Fourty (8 épisodes)
- 2013 : Arrow: Blood Rush (web-série) : Felicity Smoak (6 mini-épisodes)
- 2014-2017 : Flash : Felicity Smoak (8 épisodes)
- 2015-2016 : Vixen : Felicity Smoak Queen / Overwatch (voix - 8 épisodes)
- 2016 : Paranormal Solutions Inc. (web-série) : Genevieve Kreme (8 épisodes)
- 2016 : Comedy Bang! Bang! (en) : Becky Simmons (1 épisode)
- 2016-2017 : Legends of Tomorrow : Felicity Smoak (4 épisodes)
- 2017 : Supergirl : Felicity Smoak (saison 3, épisode 8 : Crisis on Earth-X)

#### Téléfilms
- 2013 : Un tueur au visage d'ange (Romeo Killer: The Chris Porco Story) de Norma Bailey : Lauren Philips
- 2017 : Vixen: The Movie : Felicity Smoak

### Clip vidéo
- 2009 : Never Gonna Be Alone Nickelback

### Doublage
- 2017 : Axis (en) de Aisha Tyler : Caitlin (voix)

## Distinctions
| Année | Cérémonie                               | Titre                                                                        | Nomination       | Résultat   |
| ----- | --------------------------------------- | ---------------------------------------------------------------------------- | ---------------- | ---------- |
| 2013  | UBCP/ACTRA Awards                       | Meilleure nouvelle venue                                                     | Arrow            | Nomination |
| 2014  | TV Guide Awards                         | Meilleur duo avec Stephen Amell                                              | Arrow            | Nomination |
| 2014  | 16e cérémonie des Teen Choice Awards    | Meilleure révélation                                                         | Arrow            | Nomination |
| 2015  | 17e cérémonie des Teen Choice Awards    | Meilleure actrice dans une série télévisée de science-fiction ou Fantastique | Arrow            | Nomination |
| 2015  | 17e cérémonie des Teen Choice Awards    | Meilleur baiser avec Stephen Amell                                           | Arrow            | Nomination |
| 2016  | 18e cérémonie des Teen Choice Awards    | Meilleure actrice dans une série télévisée de science-fiction ou Fantastique | Arrow            | Nomination |
| 2016  | 18e cérémonie des Teen Choice Awards    | Meilleur baiser avec Stephen Amell                                           | Arrow            | Nomination |
| 2017  | 19e cérémonie des Teen Choice Awards    | Meilleure actrice dans une série télévisée d'action                          | Arrow            | Nomination |
| 2018  | 20e cérémonie des Teen Choice Awards    | Meilleure actrice dans une série télévisée d'action                          | Arrow            | Nomination |
| 2018  | 20e cérémonie des Teen Choice Awards    | Meilleure alchimie avec Stephen Amell                                        | Arrow            | Nomination |
| 2018  | Southampton International Film Festival | Meilleure actrice principale dans un long métrage                            | Funny Story (en) | Nomination |

## Voix françaises
En France, Aurore Bonjour est la voix française ayant le plus doublé Emily Bett Rickards.
- Aurore Bonjour dans :
  - Arrow (série télévisée)
  - Flash (série télévisée)
  - DC's Legends of Tomorrow (série télévisée)
  - Supergirl (série télévisée)

Et aussi
- Julia Boutteville dans : Brooklyn
- Claire Morin dans : Un tueur au visage d'ange (téléfilm)
- Kelvine Dumour : dans Vixen (voix)